# 社会哲学
社會哲學（英語：Social Philosophy）是關於社會行為和社會与社會制度在倫理價值觀方面的研究，但不包括在經驗關係方面的問題的研究。社會哲學家注重于理解政治，法律，道德和文化問題的社會背景，以及發展新的理論框架，從社會本體論到關注倫理，到國際性的民主理論，人權，性別平等和全球正義。

## 學科
在社會哲學和倫理或價值理論所解決的問題之間往往存在著相當大的重疊。其他形式的社會哲學包括政治哲學、法律哲學和法學，主要涉及國家和政府的社會及其運作。
社會哲學、倫理學和政治哲學都與社會科學中的其他學科有著密切的聯繫。反過來，社會科學本身也是社會科學哲學的焦點。
語言哲學和社會認識論的哲學是在顯著程度上與社會哲學重疊的分支。

## 社會哲學中的相關問題
社會哲學處理的一些主題是：
- 機構[4]和自由意志
- 權力的意志
- 責任
- 言語行為
- 情境倫理
- 現代主義和後現代主義
- 個人主義
- 財產權
- 權利
- 權威
- 意識形態
- 文化批評（英语：cultural critic）

## 社會哲學家
一個關切他們自己的哲學家名單，雖然大多數哲學家並不完全只關注在社會哲學：
- 蘇格拉底
- 柏拉圖
- 考底利耶
- 孔子
- 孟子
- 老子
- 莊子
- 荀子
- 曾參
- 韓非
- 提魯瓦魯瓦（英语：Thiruvalluvar）
- 托馬斯·霍布斯
- 讓-雅克·盧梭
- 约翰·洛克
- 杰里米·邊沁
- 约翰·彌爾顿
- 格奥爾格·威廉·弗里德里希·黑格爾
- 赫伯特·斯賓塞
- 亨利·喬治
- 卡爾·馬克思
- 弗里德里希·恩格斯
- 皮埃爾-約瑟夫·普魯東
- 米哈伊爾·亞歷山德羅维奇·巴枯寧
- 彼得·阿列克谢耶维奇·克鲁泡特金
- 馬素·麥克魯漢
- 爱米爾·涂爾幹
- 馬克斯·韋伯
- 西格蒙德·弗洛伊德
- 卡爾·榮格
- 约翰·泽赞（英语：John Zerzan）
- 弗里德里希·尼采
- 狄奧多·阿多諾
- 瓦爾特·本雅明
- 卡爾·波普爾
- 盧卡奇·捷爾吉
- 安東尼·潘涅庫克
- 西蒙·波娃
- 米歇爾·傅科
- 厄文·高夫曼
- 諾姆·喬姆斯基
- 尚·布希亞
- 科內利烏斯·卡斯托里亞迪斯
- 居伊·德博
- 伊万·伊里奇
- 泰瑞·伊格頓
- 希拉罗·博特姆（英语：Sheila Rowbotham）
- 伯特蘭·罗素
- 赫伯特·马尔库塞
- 麥克斯·霍克海默
- 伊曼紐爾·列維納斯
- 埃里希·弗羅姆
- 弗雷德·波切（英语：Fred Poché）
- 阿道弗·桑切斯·巴斯克斯（英语：Adolfo Sánchez Vázquez）
- 艾尔弗雷德·施密特（英语：Alfred Schmidt (philosopher)）
- 斯拉沃熱·齊澤克
- 漢娜·阿倫特
- 休伊·牛顿